# 雁翅站
雁翅站是丰沙铁路上的一个小火车站。该站位于北京市门头沟区雁翅镇青白口乡境内，距离北京站60公里，沙城站61公里。建于1952年。